# Prince-Sattam-Bin-Abdulaziz-Universität
Die Prince-Sattam-Bin-Abdulaziz-Universität (arabisch جامعة الأمير سطام بن عبد العزيز, DMG Ǧāmiʿat al-Amīr Saṭṭām b. ʿAbd al-ʿAzīz)  in der saudi-arabischen Stadt al-Chardsch war früher als Prince-Salman-Bin-Abdulaziz-Universität oder als Al-Kharj University bekannt. Sie steht unter der Aufsicht des Ministeriums für Hochschulbildung in Saudi-Arabien und wird vom Rektor der Universität, Abdulaziz Abdullah Alhamid, verwaltet.

## Geschichte
Die Universität wurde 2009 durch königlichen Erlass gegründet, um neben der König-Saud-Universität in der Hauptstadt Riad eine weitere unabhängige Universität zu gründen. Zudem wurden Hochschulen der Provinz Riad aus Saih, Dalam, Wadi Dawaser und Hawtat Bani Tamim, Aflaj und Alhareeq integriert. Am 21. Sep. 2011 wurde der Name der Universität durch ein königliches Dekret an die Universität von Prinz Salman bin Abdulaziz geändert. Seit Anfang 2015 heißt sie Prince-Sattam-Bin-Abdulaziz-Universität.

## Rektoren
- Abdulrahman Mohammed Alasimi (2009 bis 2017)
- Abdulaziz Abdullah Alhamid (seit 2017)

## Standorte und Akademiker
Der PSAU-Hauptcampus befindet sich in al-Chardsch, weitere Standorte befinden sich im Wadi Addawasir, im Hotat Bani Tamim, im Aflaj und im Slayel
- Hochschule für Medizin
- Hochschule für Pharmazie
- Hochschule für Zahnmedizin
- Hochschule für Angewandte Medizin
- Pädagogische Hochschule
- Hochschule für Computertechnik und Naturwissenschaften
- Hochschule für Betriebswirtschaft
- Hochschule für Wissenschaften
- Hochschule für Ingenieure
- Community College
- Hochschule für Technik - Wadi Addawasir
- Hochschule für Angewandte Medizin - Wadi Addawasir
- Pädagogische Hochschule - Wadi Addawasir
- Hochschule für Künste und Wissenschaften - Wadi Addawasir
- Hochschule für Betriebswirtschaftslehre bei Hotat Bani Tamim
- Hochschule für Wissenschaften - Hotat Bani Tamim
- Hochschule für Wissenschaften - Slayel
- Hochschule für Wissenschaften - Aflaj

## Universitätsklinik
Das Universitätsklinikum umfasst alle medizinischen Fachgebiete und bietet seine Dienstleistungen in 36 allgemeinen und spezialisierten Kliniken sowie in männlichen und weiblichen Kliniken an den Colleges an
Koordinaten: 24° 8′ 49,2″ N, 47° 16′ 19,2″ O